# Bzura
Bzura - rijeka u središnjoj Poljskoj, pritoka rijeke Visle. Duga je 173 km i ima površinu sliva od 7764 km2.
Protječe kroz Lodzko i Mazovjecko vojvodstvo. Izvire u grada Łódź na 238 metara. Prolazi kroz nekoliko gradova: Zgierz, Ozorków, Łęczyca, Łowicz i Sochaczew. Ulijeva se u Vislu na visini od 64 metara kod grada Wyszogród, a Visla u Baltičko more.

## Vanjske poveznice
|  | Zajednički poslužitelj ima još gradiva o temi Bzura |

- Bzura, rzekipolski.info